# Gargantos (personaje)
Gargantos es un personaje creado por Roy Thomas y diseñado por Marie Severin y que ha aparecido en algunos cómics de Marvel Comics de Namor, el Sub-Marinero y X-Factor.

## Origen
Gargantos fue creado por el escritor Roy Thomas y la dibujante Marie Severin, y apareció por primera vez en Marvel Comics en febrero de 1969 dentro de las páginas de Sub-Mariner #13. En las historietas, Gargantos se trata de un monstruo marino que actúa bajo las órdenes de Naga, un peligroso rey submarino proveniente de la mítica Lemuria.
La bestia maligna llegó por primera vez a la escena de Marvel en Sub-Mariner Vol. 1 #13 en 1969. Después de que el Rey Naga (el gobernante lemuriano y portador de la Corona de la Serpiente) capture al Príncipe Namor, alias el Sub-Marinero, obligando al atlante a luchar por su vida. Una vez que derrota a los guerreros lemurianos, Naga libera a Gargantos, su sirviente de confianza. 
En la batalla entre la vida y la muerte, Namor finge la muerte. Como resultado, Gargantos se aleja y desata un ataque contra los ciudadanos lemurianos, sólo para que Namor le dé un tajo en el ojo a la criatura. Gargantos, ahora ciego, casi golpea a Naga con uno de sus tentáculos. Ahora enfurecida, Naga emplea los poderes de la Corona de la Serpiente y destruye a Gargantos.

## Apariciones

### Cómics
- Namor, el Sub-Marinero vol. 1, no. #13 (febrero de 1969)
- X-Factor Annual, vol. 14 (octubre de 1989)

### Cine
- Doctor Strange en el multiverso de la locura (mayo de 2022)